# Tessa Bergmeier

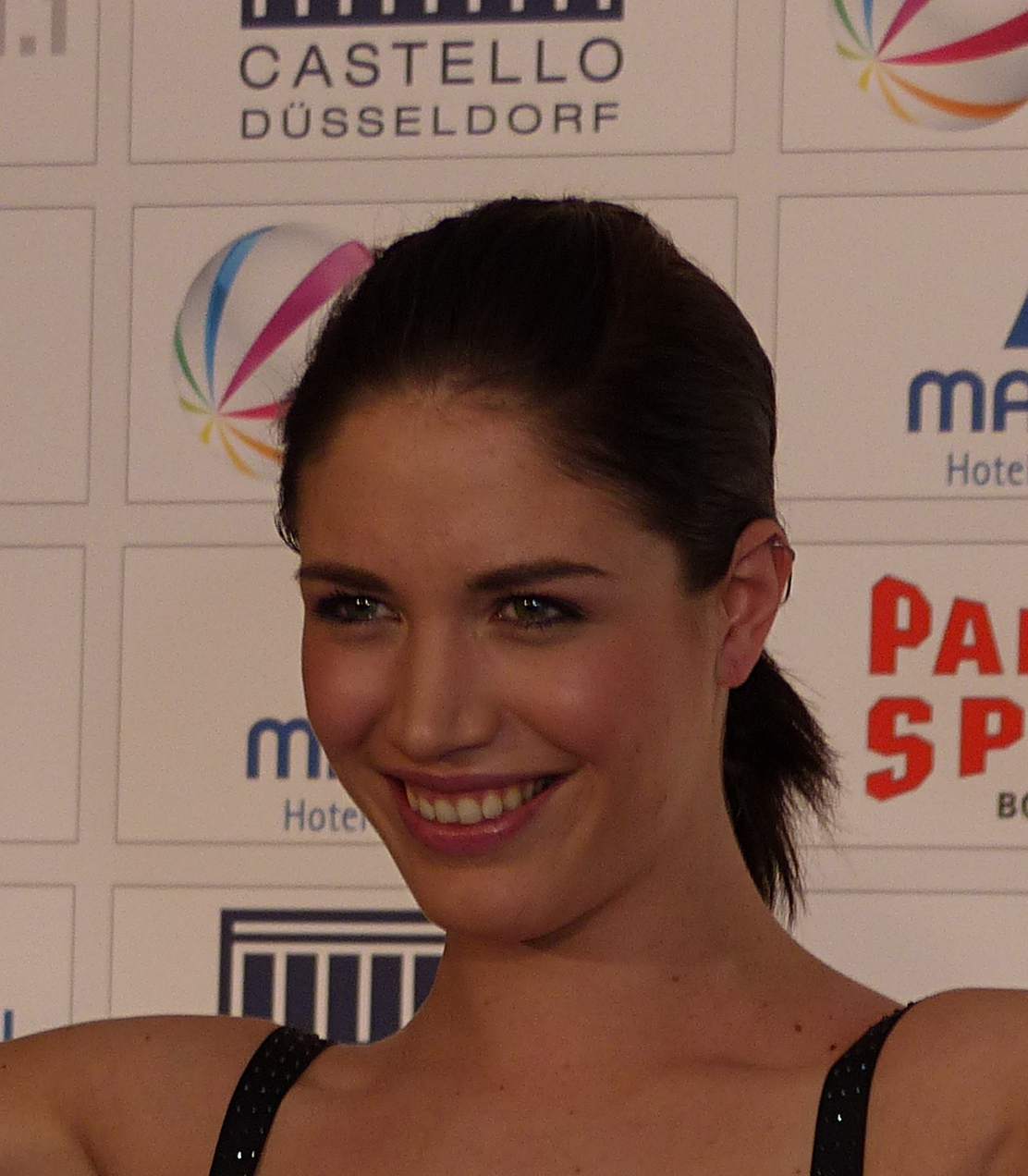
Tessa Bergmeier (2013)

Tessa Leonie Bergmeier (* 4. August 1989 in Überlingen, Baden-Württemberg) ist ein deutsches Model. Sie wurde 2009 bekannt durch ihre Teilnahme an der vierten Staffel von Germany’s Next Topmodel. Seitdem wirkte sie in verschiedenen Formaten des Reality-TV mit und tritt auch als Sängerin und Schauspielerin in Erscheinung.

## Biografie
Tessa Bergmeier wuchs in Owingen auf und besuchte dort die Grundschule. Anschließend besuchte sie die Realschule in Überlingen, bis sie auf das Zieglerische Internat Martinshaus Kleintobel in der Gemeinde Berg bei Ravensburg wechselte. Ihren Hauptschulabschluss machte sie 2006 in Überlingen.
Mit 13 Jahren wurde Bergmeier auf der Straße angesprochen, ob sie als Model arbeiten wolle. Anschließend bewarb sie sich bei mehreren Model-Wettbewerben, wie die Wahl der Miss T-Online in den Jahren 2006 und 2007 oder Ende 2006 beim Young Faces Model Contest in Köln. Als Model arbeitete sie für Wella und unterschrieb im Februar 2007 ihren ersten Vertrag bei Look Model Management in Wien. Im April 2007 hatte Bergmeier erste Engagements bei einer Booking-Agentur in Mailand, bei denen sie erste internationale Laufstegerfahrungen sammelte. Es folgten Shootings für die italienische Vogue und die italienische Cosmopolitan.
2008 bewarb sich Bergmeier bei dem Männermagazin FHM bei der Wahl zur Nachbarin des Jahres. Im November 2008 war sie auf ProSieben im Boulevardmagazin taff in der Rubrik Taff Teenie Törn zu sehen. Im selben Monat wirkte sie als Party-Coach bei der RTL-Doku Mitten im Leben mit. Schon im Vorfeld nahm Tessa an der It Girl Wahl 2008 von Michael Ammer teil, welche sie gewann, worüber das Boulevardmagazin SAM ausführlich berichtete. Größeren Bekanntheitsgrad erlangte Bergmeier 2009 durch ihre Teilnahme bei der vierten Staffel von Germany’s Next Topmodel. Während der Teilnahme an der RTL2-Sendung Frauentausch musste sie auf einem Bauernhof leben und brach sich bei den Aufnahmen einen Arm, anschließend reiste Bergmeier mit einem Gipsarm zu den weiteren Topmodel-Aufnahmen in die USA. In der Castingshow schaffte sie es auf den 14. Platz. Im April 2009 wurde Bergmeier auf dem Cover der FHM abgelichtet.
2009 nahm sie an Dreharbeiten von La sinapsis del Códice (2010) – basierend auf dem Jakobsbuch – des Compostela-Filmemachers Pablo Iglesias in Nordspanien teil. Dort spielte sie die Rolle einer Nachfahrin Hildegard von Bingens.
2010 wirkte Bergmeier bei der ProSieben-Reality-TV-Show Die Model-WG mit, wo sie nach einer Bratpfannen-Attacke auf Sarah Knappik ausschied.
2011 nahm die Hamburger Model-Agentur MGM Models Bergmeier unter Vertrag. Sie arbeitete für diverse internationale Modekunden, u. a. lief sie für verschiedene Shows im Rahmen der Istanbuler Fashion Week. Zudem war sie für ein großes Istanbuler Shoppingcenter auf großen Plakatkampagnen und in einem Werbespot zu sehen. Auch wirkte sie im Musikvideo zu dem Lied Hadi Ordan von Gökhan Keser und Sıla mit. Im August 2011 belegte Bergmeier als Kandidatin im ProSieben-Format Die Alm den siebten Platz.
Am 8. März 2013 gewann sie beim Das große Sat.1 Promiboxen im Duell gegen Nadja Abd el Farrag. Als Einlauf-Hymne diente ihr Lied Sugardaddy, welches auf der Pacha 2013 Compilation enthalten ist. Im August und September 2013 war Bergmeier in der ProSieben-Realitydoku Reality Queens auf Safari zu sehen.
2016 war sie in Timo Roses Kinofilm Reeperbahn als die Nebendarstellerin Tina zu sehen. 2022 belegte Bergmeier in der dritten Staffel von Kampf der Realitystars – Schiffbruch am Traumstrand den 16. Platz. Im Januar 2023 war sie Teilnehmerin der 16. Staffel von Ich bin ein Star – Holt mich hier raus!. Gleichzeitig veröffentlichte Bergmeier ihre erste deutschsprachige Single Gloss schimmert nice.

## Privates
Im Jahr 2012 machte Tessa Bergmeier ihre Bisexualität in der Bild-Zeitung öffentlich. Im September 2015 brachte sie eine Tochter zur Welt. Im Februar 2019 wurde sie erneut Mutter einer Tochter. Der Vater ihrer älteren Tochter stammt aus Litauen, der Vater der zweiten Tochter ist Peruaner. Bergmeier ist Veganerin. In der 16. Dschungelcamp-Staffel teilte sie in der Auftaktfolge mit, auf Grund einer bipolaren Störung einen GdB von 60 zu haben.

## Filmografie

### Kinofilme
- 2010: La sinapsis del Códice
- 2016: Reeperbahn

### Fernsehsendungen
- 2008: Teenie Törn (ProSieben)
- 2008: Mitten im Leben (RTL)
- 2009: Frauentausch (RTL II)
- 2009: Germany’s Next Topmodel (ProSieben)
- 2009: Promi Hot 5 (ProSieben)
- 2010–2011, 2013, 2016, 2018: Taff (ProSieben)
- 2010: Die Model-WG (Puls4)
- 2011: Die Alm (ProSieben)
- 2012: Britt – Der Talk um eins (Sat.1)
- 2013: Promiboxen (Sat.1)
- 2013: Reality Queens auf Safari (ProSieben)
- 2013: mieten, kaufen, wohnen (VOX)
- 2013–2014: Red (ProSieben)
- 2022: Kampf der Realitystars – Schiffbruch am Traumstrand (RTL II)
- 2023: Ich bin ein Star – Holt mich hier raus! (RTL)
- 2024: Das Sommerhaus der Stars – Kampf der Promipaare (RTL)

## Diskografie
Singles
- 2010: Thank You for the Ball – The Story of John Ball feat. Tessa B.
- 2010: Heidi – The Story of John Ball feat. Tessa B.
- 2010: un, deux, trois – The Story of John Ball feat. Tessa B.
- 2010: Lullaby – The Story of John Ball feat. Tessa B.
- 2012: Sugardaddy – SND & Tessa B.
- 2013: Satisfied – El D. & Tessa B.
- 2014: Pick Me – El D. & Tessa B.
- 2015: A Glass of Champagne  – Grimaldo & Tessa B.
- 2016: No Gravity – Tessa & Grimaldo
- 2018: Kiss Me Awake – Tessa & Grimaldo
- 2020: Cry Guy – Tessa & Grimaldo
- 2021: Make Me Fly – Tessa & Grimaldo
- 2021: Two of Hearts – Tessa & Grimaldo
- 2022: A Sunny Day – Tessa & Grimaldo feat. Ivy
- 2023: Gloss schimmert nice – Tessa & Grimaldo